# Oderisio di Sangro
Oderisio di Sangro (* in Kampanien; † 30. August vermutlich 1137) war ein italienischer Benediktinerabt und Kardinal.

## Leben
Oderisio war Sohn von Graf Rinaldo aus der Familie der Conti di Sangro.
Bereits in jungen Jahren trat er in die Benediktinerabtei Montecassino ein. Abt Girardus (1111–1123) ernannte ihn zum Propst (Praepositus) der Abtei.
Oderisio und sein Mitbruder Roscemann wurden 1112 von Papst Paschalis II. zu Kardinaldiakonen erhoben. Oderisio erhielt die Titeldiakonie Sant’Agata in Subura. Sein Name erscheint im Oktober 1113 als Unterzeichner einer Vereinbarung zwischen Bischof Robert von Aversa und Abt Girardus von Montecassino über einige Grundstücke des Klosters Santa Agata. Er unterzeichnete selbst mit „Oderisius diaconus et praepositus“.
Papst Paschalis II. starb am 21. Januar 1118 in der Engelsburg in Rom. Kardinal Oderisius nahm an der Papstwahl 1118 teil. Die Papstwahl fand heimlich im ummauerten Klosterkomplex San Sebastiano al Palatino statt. Das Kloster gehörte zur Benediktinerkongregation von Montecassino und war die Residenz von Kardinal Johannes von Gaeta (Joannes Gaetanus), dem päpstlichen Kanzler, der ebenfalls Benediktinermönch war. Johannes von Gaeta wurde am 24. Januar 1118 zu Papst Gelasius II. gewählt.
Diese Wahl löste Unruhen in Rom aus, und der päpstliche Hof musste am 2. März vor den Truppen Kaiser Heinrichs V. fliehen. Oderisius gehörte weder zu den Kardinälen, die während seines Aufenthalts in Pisa (September–Oktober 1118) Dokumente für Papst Gelasius unterzeichneten, noch gehörte er zu den Kardinälen, die in Frankreich (23. Oktober 1118 bis 29. Januar 1119) Dokumente für Gelasius unterzeichneten. Er gehörte auch nicht zu den Kardinälen, die in der ersten Februarwoche 1119 die Bestätigungsakte zur Wahl von Papst Calixt II. unterzeichneten. Soweit die erhaltenen Aufzeichnungen zeigen, gibt es keine Unterschriften von Kardinal Oderisius unter ein Dokumenten von Papst Calixt II.
Im Januar 1123 wurde er zum Abt gewählt. Somit gehörte er zu den auswärtigen Kardinälen. Kurz nachdem der Papst seine Wahl bestätigt hatte, brach er nach Rom auf, um seine Abtweihe zu empfangen. Er war daher beim Generalkonzil anwesend, das vom 27. bis 30. März 1123 im Lateran tagte.
Im Juni 1123 nahm Oderisius, Kardinal und Abt, den Treueeid des Fürsten Jordanus von Capua entgegen. Er nahm an der Papstwahl 1124 teil, die Honorius II. wählte.
Im Jahr 1126 wurde er vor dem 4. April aufgrund persönlicher Konflikte mit Papst Honorius II. (1124–1130) als Abt abgesetzt. Honorius hatte ihn wiederholt vorgeladen, und nach einer Warnung und einer gesetzten Frist, die Oderisius ignorierte, vollzog der Papst seine Absetzung. Trotzdem ignorierte Oderisius das päpstliche Handeln und übte weiterhin die zeremoniellen Funktionen des Abtes aus. Deshalb exkommunizierte Honorius II. Oderisius und alle seine Anhänger am Ostersonntag. Als die gegnerische Fraktion versuchte, eine Wahl für seinen Nachfolger durchzuführen, da sie behauptete, dies sei ihr kanonisches Recht, brach in der Gemeinde von Montecassino ein Konflikt zwischen den Anhängern Oderisios und denen von Abt Nicola (1126–1127) aus. In dieser Krise schickte Papst Honorius Kardinal Gregorio Conti von Ceccano nach Montecassino, um den päpstlichen Willen in dem unabhängigen Kloster durchzusetzen. Er beauftragte ihn, die Situation zu klären und den päpstlichen Kandidaten Senioretto zum Propst des Klosters in Capua zu wählen. Dies stachelte Oderisius nur noch mehr an. Er heuerte Truppen an und ließ die Rocca di Bantra zerstören, die von Anhängern von Abt Nicola gehalten wurde. Die Wahl wurde unter Kardinal Gregorio nicht erfolgreich durchgeführt, und Honorius beauftragte 1127 Kardinal Konrad von San Prassede, Senioretto zum Abt zu wählen, und anschließend Kardinal Matteo zum Bischof von Albano. Nach der Übergabe Oderisios an den Papst und der Vertreibung von Nicolas fand im Juli 1127 schließlich eine ordentliche kanonische Wahl statt, die durch päpstliche Intervention erreicht wurde.
Papst Honorius II. starb am 13. Februar 1130 und wurde sofort im Kreuzgang des Klosters Santa Gregorio Magno in Clivo Scauri begraben. Innerhalb weniger Stunden organisierte Kardinal Aymeric eine unkanonische Wahl, bei der Archidiakon Kardinal Gregor Papareschi zu Innozenz II. gewählt wurde. Er erhielt nie die Mehrheit der Stimmen der Kardinäle, des römischen Klerus, der römischen Magistrate oder des römischen Volkes. Am 14. Februar 1130 berief der Prior episcoporum, Kardinal Petrus von Porto, am Vormittag eine Dringlichkeitssitzung der Kardinäle, des Klerus, der Magistrate und der Laien von Rom in San Marco ein. Die Wahl von Innozenz wurde verurteilt, und auf Vorschlag von Kardinal Petrus wählte die Versammlung Kardinal Petrus Petri Leonis, der den Namen Anaklet II. wählte. Dieser gilt heute als Gegenpapst. Nach der doppelten Papstwahl von 1130 trat Oderisius in den Gehorsam von Anaklet II. ein. Er unterzeichnete eine Bulle für Anaklet vom 8. Februar eines unbestimmten Jahres (1135–1137). Von Ende 1134 bis Anfang 1137 hielt sich Papst Anaklet in Benevent auf, und dort unterzeichnete Kardinal Oderisius von St. Agatha am 10. März eines unbestimmten Jahres (1135–1137) gemeinsam mit ihm eine Bulle.